# Joakim Persson (calciatore 2002)
Joakim Birger Persson (3 aprile 2002) è un calciatore svedese, attaccante del Sirius.

## Carriera
Il suo primo club giovanile è stato l'Utbynäs SK, società con sede nella periferia di Göteborg. Dal 2011 al 2017 ha fatto parte del Rimbo IF, squadra dell'omonima area urbana (quella appunto di Rimbo) situata nel comune di Norrtälje, a nord di Stoccolma. Tra il 2017 e il 2018 ha anche giocato in prima squadra segnando 9 reti in 18 partite in Division 4, ovvero il sesto livello del calcio svedese. Nel 2018 è entrato nel vivaio del Sirius.
Proprio con il Sirius ha fatto il suo debutto nella massima serie nazionale, subentrando in due delle ultime tre giornate dell'Allsvenskan 2019. Ha cominciato con i neroblu anche il campionato 2020, ma ad agosto è stato girato in prestito all'IFK Luleå nella terza serie nella quale ha realizzato 4 reti in 10 presenze, continuando comunque ad essere disponibile nel frattempo anche per il Sirius. Rientrato dal prestito, ha cominciato con i neroblu anche l'Allsvenskan 2021, salvo poi essere ceduto nuovamente in prestito nel corso della stagione, questa volta però al Brage nella seconda serie nazionale: qui ha alternato partite da titolare ad altre da subentrante durante la rimanente parte della Superettan 2021 (3 reti in 17 partite). Il prestito al Brage è stato rinnovato anche per tutto l'anno 2022, nel quale Persson si è ritagliato uno spazio nell'undici titolare che gli ha permesso di segnare 7 reti in 26 partite della Superettan 2022.
In vista della stagione 2023 è rimasto per tutto l'anno nella rosa del Sirius, trovando un posto nello schieramento di partenza del tecnico Christer Mattiasson sin dalla prima parte del campionato. Il 4 novembre 2023, in occasione della penultima giornata, Persson ha realizzato una tripletta che ha permesso di vincere 4-2 sul campo del Djurgården quarto in classifica. Le 10 reti realizzate in 26 presenze in campionato lo hanno reso il miglior marcatore stagionale del Sirius, a pari merito con il compagno di squadra Wessam Abou Ali.